# Mauriac (Cantal)
Mauriac é uma comuna francesa na região administrativa de Auvérnia-Ródano-Alpes, no departamento de Cantal. Estende-se por uma área de 27,61 km². Em 2010 a comuna tinha 3 779 habitantes (densidade: 136,9 hab./km²).